# Dypsis serpentina
Espèce
Statut de conservation UICN

 VU D1 : Vulnérable
Dypsis serpentina est une espèce de plantes de la famille des Arecaceae.

## Publication originale
- Palms of Madagascar 205–207. 1995.